# Campeonato Pan-Americano de Ciclismo em Estrada
O Campeonato Panamericano de Ciclismo em Estrada é o campeonato continental americano de ciclismo de estrada para os países membros da Confederação Panamericana de Ciclismo.
A primeira edição disputou-se em Cali em 1974 e até 2004 celebrou-se pelo geral a cada 2 anos. A partir de 2004 a sua disputa é anual.
Levam-se a cabo provas tanto masculinas (elite e sub-23) como femininas.

## Sedes
| Edição  | Ano  | Cidade              | País                 |
| ------- | ---- | ------------------- | -------------------- |
| I       | 1974 | Cali                | Colômbia             |
| II      | 1976 | San Cristóbal       | Venezuela            |
| III     | 1978 | Santo Domingo       | República Dominicana |
| IV      | 1980 | Santiago de Chile   | Chile                |
| V       | 1981 | Medellín            | Colômbia             |
| VI      | 1982 | São Paulo           | Brasil               |
| VII     | 1984 | Medellín            | Colômbia             |
| VIII    | 1986 |                     |                      |
| IX      | 1988 | Medellín            | Colômbia             |
| X       | 1990 | Duitama             | Colômbia             |
| XI      | 1992 | Quito               | Equador              |
| XII     | 1994 | Curicó e Talca      | Chile                |
| XIII    | 1996 | Puerto La Cruz      | Venezuela            |
| XIV     | 1998 | Cali                | Colômbia             |
| XVI     | 2000 | Bucaramanga         | Colômbia             |
| XVII    | 2001 | Medellín            | Colômbia             |
| XVIII   | 2002 | Quito               | Equador              |
| XIX     | 2004 | San Carlos          | Venezuela            |
| XX      | 2005 | Mar del Plata       | Argentina            |
| XXI     | 2006 | Estado de São Paulo | Brasil               |
| XXII    | 2007 | Valencia            | Venezuela            |
| XXIII   | 2008 | Montevideo          | Uruguai              |
| XXIV    | 2009 | México D.F.         | México               |
| XXV     | 2010 | Aguascalientes      | México               |
| XXVI    | 2011 | Medellín            | Colômbia             |
| XXVII   | 2012 | Mar do Prata        | Argentina            |
| XXVIII  | 2013 | Zacatecas           | México               |
| XXIX    | 2014 | Puebla              | México               |
| XXX     | 2015 | León                | México               |
| XXXI    | 2016 | San Cristóbal       | Venezuela            |
| XXXII   | 2017 | Santo Domingo       | República Dominicana |
| XXXIII  | 2018 | San Juan            | Argentina            |
| XXXIV   | 2019 | Pachuca de Soto     | México               |
| XXXV    | 2021 | Santo Domingo       | República Dominicana |
| XXXVI   | 2022 | San Juan            | Argentina            |
| XXXVII  | 2023 | Cidade do Panamá    | Panamá               |
| XXXVIII | 2024 | São José dos Campos | Brasil               |
| XXXVII  | 2025 | Punta del Este      | Uruguai              |

## Competições em estrada masculinas

### Carreira em estrada[1][2]
| Edição | Ouro                  | Prata                    | Bronze                   |
| ------ | --------------------- | ------------------------ | ------------------------ |
| 1974   | Luis Hernán Díaz      | Fabio Acevedo            | Gonzalo Marín            |
| 1976   | Rosendo Ramos         | Luis Carlos Manrique     | Hernán Donneys           |
| 1978   | Rodolfo Vitela        | Gonzalo Marín            | Rosendo Ramos            |
| 1980   | Eduardo Trellini      | Manuel Aravena           | Carlos Adolfo Mesa       |
| 1981   | Manuel Aravena        | Olinto Silva             | Sergio Aliste            |
| 1982   | Jair Braga            | Roberto Muñoz            | Justo Galaviz            |
| 1984   | Ramón Tolosa          | Fabio Parra              | Julio Alberto Rubiano    |
| 1986   |                       |                          |                          |
| 1988   | Juan Carlos Arias     | Álvaro Mejía             | Leonardo Serra           |
| 1990   | José Robles           | Rúber Albeiro Marín      | Alexander Ernst          |
| 1992   | Héctor Chiles         | Juan Carlos Rosero       | José Robles              |
| 1994   | Albeiro Giraldo       | Heriberto Rodríguez      | César Goyeneche          |
| 1996   | Márcio May            | Rubén Pegorin            | Jamil Suaiden            |
| 1997   | Eduardo Uribe         | Márcio May               | Manuel Guevara           |
| 1998   | Jesús Zárate          | Cássio Freitas           | Israel Ochoa             |
| 2000   | Raúl Montanha         | Élder Herrera            | Michael Barry            |
| 2001   | Juan Diego Ramírez    | Hernán Bonilla           | Javier de Jesús Sapata   |
| 2002   | Daniel Rincão         | Ismael Sarmiento         | Hector Chiles            |
| 2004   | Manuel Guevara        | Jorge Martínez           | Miguel Ubeto             |
| 2005   | John Parra            | Charles Dionne           | Damier Martínez          |
| 2006   | José Serpa            | Breno Sidoti             | Alex Diniz               |
| 2007   | Martin Gilbert        | Manuel Medina            | Carlos Hernández         |
| 2008   | Richard Mascarañas    | Luis Macías              | Otavio Bulgarelli        |
| 2009   | Gregorio Ladino       | Juan Pablo Villegas      | Cayetano Sarmiento       |
| 2010   | Carlos Oyarzun        | Arnold Alcolea           | Raúl Grangel             |
| 2011   | Gregory Panizo        | Gonzalo Garrido          | Luis Felipe Laverde      |
| 2012   | Maximiliano Richeze   | Mauro Richeze            | Héctor Aguilar           |
| 2013   | Jonathan Paredes      | Ignacio Sarabia          | Segundo Navarrete        |
| 2014   | Byron Guamá           | Joey Rosskopf            | Juan Pablo Suárez        |
| 2015   | Byron Guamá           | Josue Gonzalez           | Juan Pablo Magallanes    |
| 2016   | Jonathan Caicedo      | Brayan Ramírez           | Jonathan Monsalve        |
| 2017   | Nelson Soto Martínez  | Jose Alfredo Aguirre     | Juan Sebastián Molano    |
| 2018   | Juan Sebastián Molano | Maximiliano Richeze      | Christopher Mansilla     |
| 2019   | Jefferson Cepeda      | Alexis Camacho           | Segundo Navarrete        |
| 2021   | Nelson Andrés Soto    | Cristian David Pita      | Leonidas Sebastián Novoa |
| 2022   | Emiliano Contreras    | Leonidas Sebastián Novoa | Sixto Nunez              |
| 2023   | Pier-André Côte       | German Nicolás Tivani    | Charles-Étienne Chrétien |
| 2024   | Leangel Rubén Linarez | Red Walters              | Wilmar Paredes           |
| 2025   | Álvaro José Hodeg     | Sebastian Brenes         | Jason Andrey Huertas     |

### Contrarrelógio individual[6][7]
| Edição | Ouro                | Prata                  | Bronze                  |
| ------ | ------------------- | ---------------------- | ----------------------- |
| 1997   | Dubán Ramírez       | Javier de Jesús Sapata | Iddis Tavarez           |
| 1998   | Rubén Pegorín       | Dubán Ramírez          | Márcio May              |
| 2000   | Víctor Hugo Peña    | Márcio May             | Eduardo Graciano        |
| 2001   | Jairo Hernández     | Javier de Jesús Sapata | Svein Tuft              |
| 2002   | José Medina         | Jonny Daniel Leal      | Carlos Ibáñez           |
| 2004   | José Isidro Chacon  | José Rujano            | Domingo González        |
| 2005   | Edgardo Simón       | Pedro Nicácio          | Guillermo Brunetta      |
| 2006   | Pedro Nicácio       | Magno Nazaret          | Eric Wohlberg           |
| 2007   | Libardo Menino      | Zachary Bell           | Tomás Gil               |
| 2008   | Svein Tuft          | Matías Medici          | Luis Tavares Amorim     |
| 2009   | Juan Carlos López   | Gregory Brenes         | Matías Medici           |
| 2010   | Iván Mauricio Casas | Carlos Oyarzún         | Freddy Montaña          |
| 2011   | Leandro Messineo    | Iván Mauricio Casas    | Tomás Gil               |
| 2012   | Magno Nazaret       | Eduardo Sepúlveda      | Jorge Soto              |
| 2013   | Carlos Oyarzún      | Ignacio Sarabia        | Leandro Messineo        |
| 2014   | Pedro Herrera       | Joey Rosskopf          | Carlos Oyarzún          |
| 2015   | Carlos Oyarzún      | Manuel Rodas           | Alejandro Durán         |
| 2016   | Walter Vargas       | Laureano Rosas         | Cristian Serrano Forero |
| 2017   | José Luis Rodríguez | Rodrigo Contreras      | Manuel Rodas            |
| 2018   | Walter Vargas       | Rubén Ramos            | Manuel Rodas            |
| 2019   | Brandon Rivera      | José Luis Rodríguez    | Ignacio de Jesús Prado  |
| 2021   | Walter Vargas       | José Luis Rodríguez    | Franklin Archibold      |
| 2022   | Rodrigo Contreras   | Walter Vargas          | Orluis Aular            |
| 2023   | Walter Vargas       | Miguel Ángel Lopez     | Kaden Hopkins           |
| 2024   | Walter Vargas       | Franklin Archibold     | Orluis Aular            |
| 2025   | Walter Vargas       | Rodrigo Contreras      | Diego de Jesus Mendes   |

## Competições em estrada femininas

### Carreira em estrada[8]
| Edição | Ouro                   | Prata                  | Bronze                      |       |
| ------ | ---------------------- | ---------------------- | --------------------------- | ----- |
| 1990   | Lucilla Rodriguez      | Adriana Muriel         | Aidy López                  |       |
| 1991   | Jeannie Golay          | Odalis Tomps           | Janice Bolland              |       |
| 1995   | Jeannie Golay          | Clara Hughes           | Yacel Ojeda                 |       |
| 1997   | Yuliet Rodriguez       | Belem Guerreiro        | Yoanka González             |       |
| 1998   | Karen Livingston-Bliss | Elizabeth Emery        | Claudia Carceroni Saintagne |       |
| 2000   | Erin Carter            | Sandy Espeseth         | Yoanka González             |       |
| 2001   | Luz Delgadillo         | Belem Guerreiro        | Martha López                |       |
| 2002   | Belem Guerreiro        | Flor Marina Delgadillo | Janildes Fernandes          |       |
| 2004   | Yoanka González        | Yeilien Fernández      | Danielys García             |       |
| 2005   | Tina Mayolo-Pic        | Yeilien Fernández      | Yumari González             |       |
| 2006   | Yumari González        | Kori Seehafer          | Clemilda Fernandes          |       |
| 2007   | Tina Pic               | Yumari González        | Gina Grain                  |       |
| 2008   | Yumari González        | Karelia Machado Jaimes | Belem Guerreiro             |       |
| 2009   | Joelle Numainville     | Paola Muñoz            | Verónica Leal Balderas      |       |
| 2010   | Shelley Olds           | Joelle Numainville     | Dalila Rodríguez            |       |
| 2011   | Clara Hughes           | Evelyn García          | Theresa Cliff-Ryan          |       |
| 2012   | Yumari González        | Leah Kirchmann         | Janildes Fernandes          |       |
| 2013   | Arlenis Sierra         | Mairelis Mejías        | Angie González              |       |
| 2014   | Arlenis Sierra         | Megan Guarnier         | Laura Lozano                |       |
| 2015   | Marlies Mejías         | Coryn Rivera           | Yumari Gonzalez             |       |
| 2016   | Iraida García          | Arlenis Sierra         | Flavia Oliveira             |       |
| 2017   | Paola Muñoz            | Wellyda Rodrigues      | Skylar Schneider            |       |
| 2018   | Arlenis Sierra         | Iraida García          | Marlies Mejías              |       |
| 2019   | Ariadna Guitérrez      | Denisse Ahumada        | Teniel Campbell             |       |
| 2021   | Lina Hernández         | Paola Muñoz            | Teniel Campbell             | [ 9 ] |
| 2022   | Arlenis Sierra         | Catalina Soto          | Fabiana Granizal            |       |
| 2023   | Skylar Schneider       | Alison Jackson         | Catalina Soto               |       |
| 2024   | Lauren Stephens        | Wellyda Rodrigues      | Catalina Soto               |       |
| 2025   | Juliana Londono        | Skylar Schneider       | Teniel Campbell             |       |

### Contrarrelógio individual[10]
| Edição | Ouro                  | Prata                  | Bronze                     |        |
| ------ | --------------------- | ---------------------- | -------------------------- | ------ |
| 1997   | Maureen Kaila Vergara | Daniela Perez          | Yuliet Rodriguez           |        |
| 1998   | Elizabeth Emery       | Marisa Vandevelde      | Lorena Corman              |        |
| 2000   | Sandy Espeseth        | Madelin Jorge Salgado  | Yuliet Rodriguez           |        |
| 2001   | María Luisa Cale      | Flor Marina Delgadillo | Yuliet Rodriguez           |        |
| 2002   | Sonia López           | Paola Madriñán         | Flor Marina Delgadillo     |        |
| 2004   | Paola Madriñán        | Marie Rosado           | Yoanka González            |        |
| 2005   | Kristin Armstrong     | Christine Thorburn     | Paola Madriñán             |        |
| 2006   | Amber Neben           | Erinne Willock         | Kori Seehafer              |        |
| 2007   | Alison Powers         | Giuseppina Grassi      | Dotsie Bausch              |        |
| 2008   | Paola Madriñán        | Giuseppina Grassi      | Kori Seehafer              |        |
| 2009   | Giuseppina Grassi     | Tara Whitten           | Valeria Müller             |        |
| 2010   | Paola Madriñán        | Amber Neben            | Shelley Olds-Evans         |        |
| 2011   | Clara Hughes          | Evelyn Stevens         | Amber Neben                |        |
| 2012   | Amber Neben           | Rae-Christie Shaw      | Clemilda Fernandes         |        |
| 2013   | Ingrid Drexel         | Carmen Small-McNellis  | Sérika Gulumá              |        |
| 2014   | Evelyn Stevens        | Sérika Gulumá          | Megan Guarnier             |        |
| 2015   | Carmen Small          | Tara Witten            | Clemilda Fernandes         |        |
| 2016   | Sérika Gulumá         | Ana Cristina Sanabria  | Ingrid Drexel              |        |
| 2017   | Chloé Dygert          | Tayler Wiles           | Marlies Mejías             |        |
| 2018   | Amber Neben           | Lauren Stephens        | Ana Cristina Sanabria      |        |
| 2019   | Leah Thomas           | Amber Neben            | Constanza Victoria Paredes |        |
| 2021   | Marlies Mejías        | Lina Hernández         | Aranza Villalón            | [ 11 ] |
| 2022   | Lilibeth Chacón       | Lina Hernández         | Antonella Leonardi         |        |
| 2023   | Amber Neben           | Aranza Villalón        | Alison Jackson             |        |
| 2024   | Amber Neben           | Lauren Stephens        | Aranza Villalón            |        |
| 2025   | Ruth Edwards          | Emily Ehrlich          | Teniel Campbell            |        |